# Austrolimnophila mannheimsi
Austrolimnophila mannheimsi är en tvåvingeart som beskrevs av Alexander 1960. Austrolimnophila mannheimsi ingår i släktet Austrolimnophila och familjen småharkrankar.
Artens utbredningsområde är Peru. Inga underarter finns listade i Catalogue of Life.